# Vapi
Vapi är en stad i den indiska delstaten Gujarat, och tillhör distriktet Valsad. Folkmängden uppgick till 163 630 invånare vid folkräkningen 2011.